# GEOVIA
 (février 2019).
 (février 2019).
Si vous disposez d'ouvrages ou d'articles de référence ou si vous connaissez des sites web de qualité traitant du thème abordé ici, merci de compléter l'article en donnant les références utiles à sa vérifiabilité et en les liant à la section « Notes et références ».
Dassault Systèmes GEOVIA est la marque d'une gamme d'applications logicielles de modélisation géologique et minière développées par la société Dassault Systèmes. Anciennement connu sous le Gemcom, la société a été fondée en 1985 en tant que filiale séparée de l'entreprise SRK Consulting, dont le siège est à Vancouver, en Colombie-Britannique, Canada.

## Historique
- Années 1970: Minex lancé par ECSI
- 1982: lancement de Surpac
- 1985: fondement de l'entreprise Gemcom Software, comme spin-off de SRK Consulting
- 1997: Gemcom IPO à la bourse de Toronto
- 2002: Rachat de Whittle Programming par Gemcom
- 2002: ECSI racheté par Surpac; création de Surpac Minex Group
- 2006: Gemcom achète Surpac Minex Group
- 2012: Dassault Systèmes rachète Gemcom, la marque GEOVIA est créée, avec pour cible la modélisation des ressources naturelles
- 2015: le Dr Tony Diering, vice-président de l'Unité de Foudroyage par Bloc, est intronisé au temple de la renommée de la Technologie Minière Internationale [2]

## Produits
- Surpac - logiciel de géologie et de planification des  mines
- GEMS - logiciel de géologie et de planification des  mines
- Minex - logiciel de géologie, de planification des  mines la géologie, de la planification et d'ordonnancement d'extraction pour les dépôts stratifiés
- MineSched - logiciels d'ordonnancement pour l'exploitation minière
- Whittle - logiciel de stratégie de planification d'exploitation minière
- InSite - logiciel de gestion de production minière
- PCBC - logiciel de géologie, planification d'exploitation minière et de planification stratégique pour foudroyage par blocs